# 博尔 (滨海夏朗德省)
博尔（法語：Bords，法語發音：[bɔʁ] ⓘ）是法国滨海夏朗德省的一个市镇，位于该省中部，属于圣让当热利区。

## 地理
博尔（45°53'49"N, 0°47'40"W）面积15.47 平方千米，位于法国新阿基坦大区滨海夏朗德省，该省份为法国西部滨海省份，北起旺代省，西临大西洋，南至吉倫特省，东南接多爾多涅省，东北接德塞夫勒省接壤，东临夏朗德省。
与博尔接壤的市镇（或旧市镇、城区）包括：卡巴里奥、尚多朗、热村、罗姆古、圣萨维尼安、拉瓦莱。

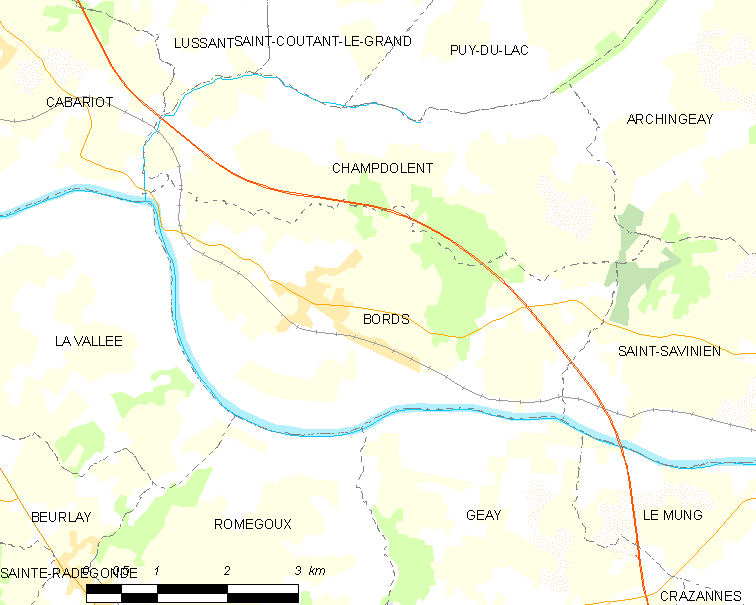
的OSM定位图

博尔的时区为UTC+01:00、UTC+02:00（夏令时）。

## 行政
博尔的邮政编码为17430，INSEE市镇编码为17053。

## 政治
博尔所属的省级选区为圣让当热利县。

## 人口

1962-2008年间人口变化图示

博尔于2022年1月1日时的人口数量为1313人。